# Oesol anubis
Oesol anubis är en stekelart som beskrevs av John S. Noyes och Woolley 1994. Oesol anubis ingår i släktet Oesol och familjen sköldlussteklar. Inga underarter finns listade i Catalogue of Life.